# Bain de sang de Kalmar (1599)

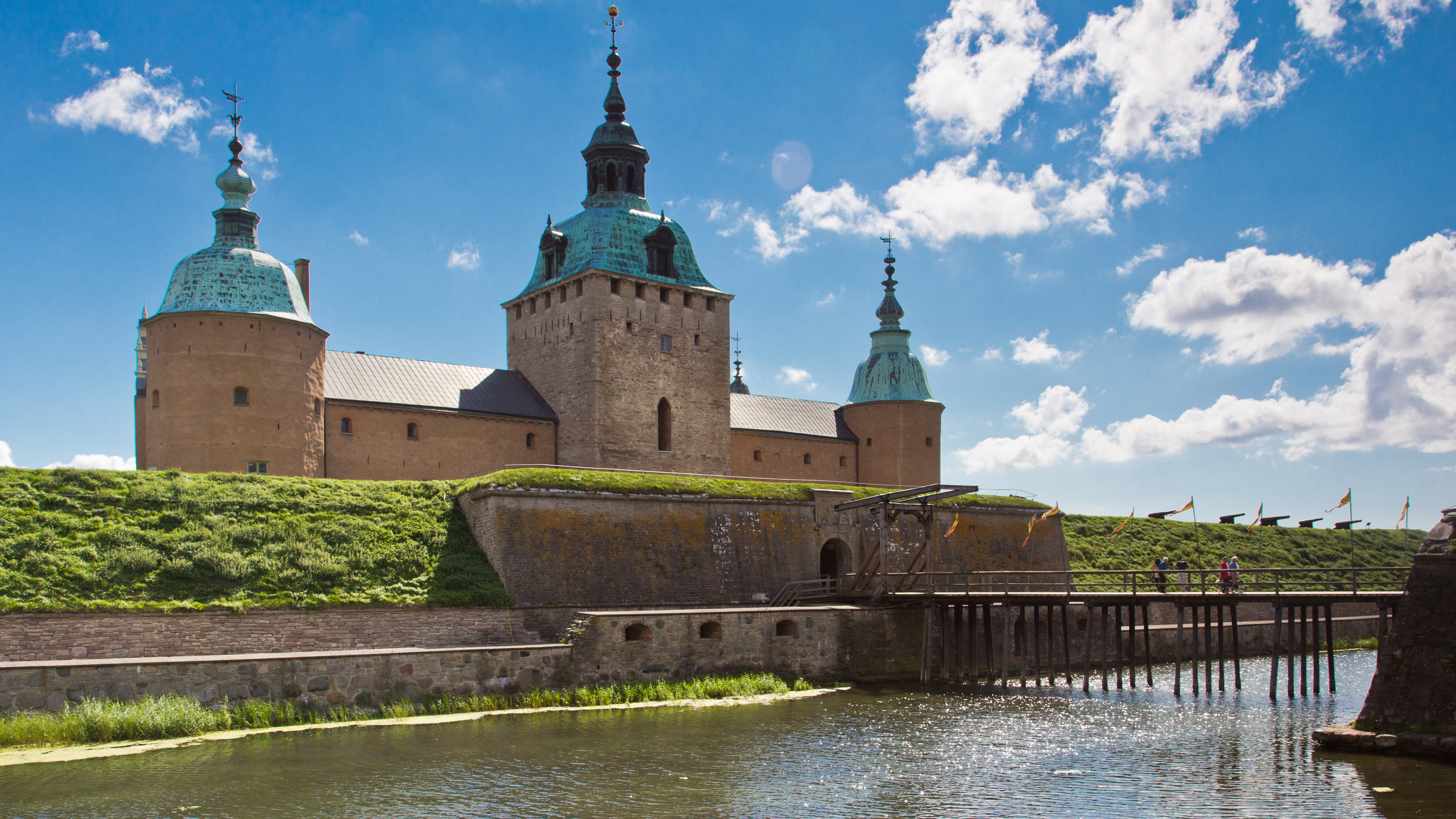
Château de Kalmar.

Le bain de sang de Kalmar (suédois : Kalmar blodbad) est l'exécution publique de vingt-deux personnes par décapitation (trois nobles suédois et un prêtre, les gouverneurs Johan Larsson Sparre, Kristofer Andersson Grip, Lars Andersson Rålamb et l'aumônier Birger) et par pendaison (des secrétaires, gardiens et officiers mercenaires) le 16 mai 1599 à Kalmar, en Suède.

## Déroulement
Les exécutions ont eu lieu au lendemain de la bataille de Stångebro (en) (septembre 1598) et de la déposition de facto du roi polonais et suédois Sigismond III Vasa comme roi de Suède par son oncle, le régent suédois Charles IX. Après la bataille de Stångebro, les forces de Charles IX ont assiégé Kalmar, qui était contrôlé par les loyalistes de Sigismond. La ville est tombée après un mois, et un mois plus tard, le château de Kalmar a été pris le 12 mai. La victoire a été suivie de l'exécution sans jugement de vingt-deux personnes en tant que loyalistes de Sigismond. Les têtes des gouverneurs ont été placées sur des poteaux au-dessus d'une porte de la ville.